# كول أوف ديوتي: مودرن وورفير 2
كول أوف ديوتي: مودرن وورفير 2 (بالإنجليزية: Call of Duty: Modern Warfare 2)‏ هي لعبة فيديو من نوع تصويب منظور الشخص الأول من تطوير إنفنتي وارد. ونشرتها شركة أكتيفجن لأجهزة إكس بوكس 360، و‌بلاي ستيشن 3، و‌وأنظمة مايكروسوفت ويندوز. هذه اللعبة الثانية في سلسلة «مودرن وورفير»، واللعبة السادسة في سلسلة « كول أوف ديوتي » أجمعين. تمتاز اللعبة بانتشار واسع في العاب الفيديو وتضم ثلاثة اقسام وهي المهمات واللعب عن طريق الانترنت وspecial ops. و لاحقا في تاريخ 30 أبريل 2018 أعلنت أكتفجن عن اصدار نسخة محسنة تحت إسم كول اوف ديوتي موديرن وارفير 2 ريماستر (بالإنجليزية: Call Of Duty Modern Warfare 2 Remastered) بواسطة أستيديو بينوكس 

## التطوير
لقد تم الإعلان عن هذة اللعبة لأول مرة تحت اسم Call Of Duty 6 وتم الإعلان لأول مرة عن هذة اللعبة في عام 2009 تحت اسم Call Of Duty: Modern Warfare 2 عن طريق شركة Activision في الثاث من ديسمبر 2008 (2008-12-03) ثم سرعان ما تراجعت شركة Activision عن اعلانها وقالت ان أي معلومات للعبة جديدة في سلسلة Call Of Duty غير مؤكدة وايضا لم تحدد شركة Infinity Ward لعبتها الجديدة رسميا في هذا الوقت.
ثم في الثاني من فبراير لعام 2009 اعلنت شركة Activison عن لعبة 2 Call Of Duty: Modern Warfare رسميا ثم حددت معاد الصدور في موسم الاجازات عام 2009 وقد تم اختبار اللعبة في اختبار مغلق من قبل فريق مطوري اللعبة.

## أسلوب اللعب
في رد عن الاسئلة المطروحة حول طول اللعبة صرح رئيس شركة "إنفنتي وارد" Jason West (بالعربية: جونز وست) ان اللعبة لن تكون أطول من Call Of Duty 4 التي يتطلب انهائها من 6 الي 10 ساعات وان اماكن مهمات اللعبة سوف تشمل روسيا وكازاخستان وريو دي جانيرو في البرازيل ومن ميزات اللعبة الجديدة امكانية استخدام مسدسان في نفس الوقت
سوف تضم اللعبة معظم خصائص اللعب علي شبكة في Call Of Duty 4 مثل الExperience points والUnlockables مع العديد من الأسلحة الجديدة والمعدات و15 جوائز Kill streak مختلفة يمكن فتحها عند اللعب مثل امكانية الحصول علي supply drop بعد قتل 4 لاعبين وpredator missle strike بعد قتل 5 لاعبين وهجمة من قبل AC-130 gunship عند قتل 11 لاعب وطبعا يجب ان يقتل اللاعب هذة الاعداد بدون ان يموت حتي يحصل علي الجوائز

## الجدل
صرح مُستخدماً على موقع اليوتيوب أن لوحتين في خريطة مُتعددة اللاعبين فافيلا Favela أساءتا إلى المُسلمين. وقامت أكتيفيجن بإزالة اللوحات المثيرة للجدل واعتذر عن إهانتهم للمسلمين. تمت إضافة خريطة فافيلا المعدلة مرة أخرى إلى إصدارات إكس بوكس 360 وبلاي ستيشن 3 من اللعبة، ومع ذلك تم إخراجها بشكل دائم من إصدار الكمبيوتر الشخصي.
أثارت أجزاء مُختلفة من الحملة بعض الجدل، بما في ذلك تصوير مجزرة نُفّذت في مطار روسي، في مهمة «لا روسي»، المهمة الرابعة في اللعبة. يمكن تخطي هذه المهمة تمامًا قبل أن يبدأ اللاعب حملة اللاعب الفردي. عند بدء حملة جديدة، يتلقى اللاعب تحذيرًا من «إشعار محتوى مزعج»؛ تنص على أن «بعض اللاعبين قد يجدون إحدى المهام مزعجة أو هجومية. هل ترغب في أن يكون لديك خيار تخطي هذه المهمة؟»؛ ولدى اللاعب خيار «نعم، اسألني لاحقًا» أو «لا، لن أشعر بالإهانة».
ادعى أندرس بيرينغ بريفيك في بيانه أنه استخدم اللعبة للتدريب للتحضير لهجمات النرويج عام 2011. قامت شركة Coop Norway ، وهي سلسلة من متاجر البيع بالتجزئة في النرويج، بإزالة اللعبة من رفوفها نتيجة لهذا الهجوم.

## القصة

### ملخص القصة
القصة المروية Call of Duty: Modern Warfare 2 هي تتمة لقصة Call of Duty 4: Modern Warfare.
فيCall of Duty 4: Modern Warfare ، ماكتافيش وبرايس قاما بقتل إمران زاخاييف، وهو روسي قومي متطرف. على الرغم من مقتله، لا تزال روسيا تحت سيطرة القومييون المتطرفون الذين قاموا بتمجيد زاخاييف كشهيد. بدأ فلاديمير ماكاروف، أحد ملازمي زاخاييف، حملة للانتقام ضد الغرب عبر ارتكاب عمليات ارهابية في جميع أنحاء أوروبا.
بالعودة إلى الوقت الحالي، يساعد المجنّد آلان من جوالة الجيش الأمريكي قائده الملازم فولي في تدريب الجنود المحليين، مما جذب انتباه اللواء شيبرد الذي يقوم بتجنيد الجوالة للقيام بعملية خاصة.
أعجب شيبرد بقدرات آلان وقام بتجنيده في «فرقة العمليات 141»، وهي وحدة مكافحة إرهاب متعددة الجنسيات تحت قيادة شيبرد. في تلك الأثناء، قام عضوان آخران من الفرقة 141، ماكتافيش والرقيب غاري ‘روتش’ ساندرسون، بالتسلل إلى قاعدة روسية لاستعادة جهاز نظام الكشف الجوي من قمر صناعي أمريكي متحطم. خلال عملية التسلل، ماكتافيش أمر روتش بزرع المتفجرات لتغطية عملية هروبهم. على الرغم من المطاردة العنيفة من قبل قوات العدو، إلا أن الرجلان قد تمكنا من الفرار مع جهاز نظام الكشف الجوي.
في أول مهمة له، تم إرسال آلان في مهمة سرية للانضمام إلى ماكاروف في عملية شهيرة والتي عرفت هذه المهمة في ما بعد بـ(Remember, no Russians) وتضمنت إطلاق جماعي ضد المدنين في مطار بموسكو. قتل ماكاروف آلين، كاشفاً عن معرفته بهوية آلان الحقيقية، وترك جثته كمؤشر كاذب عن من كان مسؤولاً عن الهجوم.
رداً على الهجوم الإرهابي الذي زعم تورط الولايات المتحدة فيه، قامت روسيا بغزو مفاجئ للساحل الشرقي للولايات المتحدة. بغياب وجود دليل عن تورط ماكاروف بعملية إطلاق النار في المطار، تم إرسال فرقة العمليات 141 إلى ريو دي جينيرو للقبض على تاجر الأسلحة الذي موّل ماكاروف، والذي اعترف لهم بأن عدو ماكاروف اللدود يتم احتجازه في سجن غولاغ روسي. قامت فرقة العمليات باقتحام الغولاغ وإنقاذ السجين، وفوجئوا بأن السجين هو برايس.
وافق برايس على مساعدة فرقة العمليات 141 إلا أنه أصر على ضرورة إنهاء الحرب بين الولايات المتحدة وروسيا أولاً. لتحقيق ذلك، قام برايس بإطلاق صاروخ بالستي نحو العاصمة واشنطن وفجّره في طبقات الجو العليا، محدثاً صدمة كهرومغناطيسية. عطّلت الصدمة الكهرومغناطيسية الناجمة عن الانفجار جميع الأجهزة الإلكترونية في الساحل الشرقي، ملحقة ضرر كبير لكلا الطرفين مما منح الأفضلية للجنود الأمريكيين المشاة على الأرض.
في تلك الأثناء، قامت فرقة العمليات 141 بتضييق أماكن اختباء ماكاروف المحتملة إلى موقعين: مقبرة طائرات في أفغانستان، ومخبأ على الحدود الجورجية-الروسية. قام شيبرد بخيانة أعضاء فرقة العمليات في المخبأ بقتله لهم واستعادته لقرص البيانات.
يتضح عندها أن من كان وراء الحرب بين الولايات المتحدة وروسيا هو شيبرد، فقد كان ينوي تعزيز معدل التطوع للجيش الأمريكي. هدفه الأخير كان أن يقتل ماكاروف ويجعل من نفسه بطلاً قومياً.
بعد اكتشاف برايس وماكتافيش ‘سوب’ لخيانة شيبرد، قاما بمهاجمة قاعدته السرية في جبال أفغانستان في مهمة انتحارية مستحيلة. قام الثنائي بمطاردة قارب شيبرد وتمكن برايس من إسقاط مروحيته. حاول سوب قتل شيبرد، إلا أن شيبرد قام بطعنه في صدره، وصل بعدها برايس واشتبك مع شيبرد في عراك يدوي. سحب بعدها سوب السكين المغروزة في صدره ورماها على شيبرد، قاتلاً إياه على الفور.
تبدا مهماتك في أفغانستان في عملية للسيطرة على مدينة أفغانية من قوات ارهابية مسلحة أنت الآن جندى بالجيش الامريكى يدعى Joseph Allen وأنت الآن تساعد القوات الأمريكية في انتزاع هذه المدينة من الارهابيين تحت قيادة الجنرال Shepherd .و بعد الانتهاء من مهمتك سوف يجندك Shepherd لتعمل كرجل مخابرات في CIA .
فسوف تنضم إلى جماعة Makarov كعميل سرى فانت الآن تدعى Alexei Borodin وليس كذلك فقط بل تتطور الاحداث لتجد نفسك تشهد أكبر عملية ارهابية في تاريخ روسيا فسوف تشترك في مجزرة وحشية لابادة المدنيين الابرياء في مطار Zakheav المعروف باسم مطار Sheremetyevo سابقا (معلومة: هذا المطار موجود بالفعل بالقرب من موسكو بروسيا).لتشهد هؤلاء الارهابيين وهم يقتلون العديد من المدنيين دون رحمة أو شفقة فانا اريد ان اوصف لكم مدى بشاعة هذه المهمة بالنسبة لى فكانت بشعة للغاية بالفعل فكان الارهابين يقتلون الابرياء بدم بارد للغاية نعم فهؤلاء يعانون من انعدام وجود قلب يشعرون به.فقد ابدعت Infinity Ward حقا في اظهار هذه المهمة بهذا الشكل ولكن عند انتهائك من مشاهدة هذه العملية البشعة يكشف الارهابيون امرك ويكتشفوا انك امريكى مجند للتجسس عليهم وللاسف الشديد لن تكمل مهمتك التجسسية بسلام فسوف يقتلك الارهابيين لتكون أنت كبش فداء هذه المهمة.
الآن وبعد اكتشاف الارهابيون هويتك وقيامهم بقتلك لذا فسوف يتركونك في المطار مقتولا ويهربون حينها يكتشف الروس أيضا هويتك الأمريكية حينها يبدا الامر بالالتهاب والاشتعال بين الولايات الأمريكية وروسيا وتتهم روسيا حينها الولايات المتحدة بارتكاب هذا الحادث الفظيع.اما الآن لننسى امر Joseph Allen فقد قتل في العملية الارهابية اما الآن فسوف تتقمص دور Gary Roach العميل في الفرقة 141 البريطانية التي تساهم في الحد من انتشار سرطان Makarov .فعليك الآن ان تذهب مع الكابتن Mactavish إلى قاعدة جوية روسية للتحقيق في صناعة نموذج لصاروخ غامض يرجح ان تستخدمه روسيا في هجوم أو تهديد محتمل على إحدى الدول وبالفعل تستطيع الحصول على هذا النموذج مع الكابتن Mactavish وتهرب معه من هذه القاعدة الجوية باعجوبة.اما الآن ننتقل مرة أخرى إلى التهاب المواقف بين روسيا والولايات المتحدة وبالفعل يتصاعد الالتهاب والاشتعال بين الدولتين لتصل الامور إلى هجوم عدائي مفاجئ للطيران الروسي وفرق المظلات الروسية على ولاية فيرجينيا الأمريكية.و لكن يجب ان نطرح سؤالا مهما.فلماذا لم تكتشف الولايات المتحدة هذا الهجوم قبل ان يفوت الاوان وقبل اقتراب القوات الجوية الروسية من الولايات المتحدة وللاسف تستطيع القوات الروسية السيطرة على فيرجينيا وبالفعل وتبدا القوات الروسية بالتقدم إلى معركة الحسم وهي احتلال مدينة واشنطن في ظل دفاع مستميت للقوات الأمريكية عن هذه المدينة فسوف تتقمص دور الجندى James Ramirez في القوات البحرية الأمريكية وتبدا في مقاومة الدب الروسي لان بمجرد احتلال هذه المدينة من قبل الروس نى انهيار الولايات المتحدة الأمريكية نهائيا وتبدا روسيا بالهيمنة على العالم.و هذا بالضبط ما يريده Makarov ومما يعنى انتشار الإرهاب والفوضى في العالم.
اما الآن نرجع إلى الفرقة 141 البريطانية التي تتعقب اثار Makarov فرجال الفرقة 141 يرسلون فرق سرية إلى روسيا لمعرفة من وراء الحادث الارهابى الخطير بالضبط وبالفعل من خلال بعض الدلائل يكتشفون ان هناك صلة قوية بالهجمات في بعض المناطق بالبرازيل وبالفعل ترسل الفرقة 141 اعضائها إلى مدينة ريو دى جانيرو بالبرازيل.لتحارب بعض الميليشيات المسلحة المعاونة لMakarov والتي تساهم في تصدير الاسلحة التي تستخدمها هذه الجماعة.و ساهمت هذه العملية أيضا في معرفة ان أكثر الاشخاص المكروهة لجماعة Makarov هو السجين رقم 627 البريطانى الجنسية المسجون بشمال روسيا في قلعة قديمة تحولت إلى سجن مشدد وتدعى هذه القلعة Russian gulag وهو يعرف بعض المعلومات المطلوبة من الفرقة 141 ولكن هذا الشخص كان غير معلوما وبالفعل فسوف تذهب مع الفرقة 141 بمساعدة قوات البحرية الأمريكية إلى هذا السجن وسوف تبحث عن هذا السجين وسط حراسات روسية مشددة على هذا السجن وتنجح في ايجاد هذا الشخص وكانت المفاجأة الكبرى والتي هي ان السجين 627 هو الكابتن Price وانتم بالتأكيد تعلمون هذا الشخص جيدا فقد ساعدك في العديد من مهامك في الجزء السابق الآن ما زال الكابتن Price حيا لمساعدة الفرقة 141 وبالفعل يوافق الكابتن على مساعدة الفرقة 141 في الادلاء بالمعلومات التي تحتاجها الفرقة وهذه المعلومات تخص النموذج السرى للصاروخ الذي سبق وان تحدثت عنه من قبل.و يقترح الكابتن Price الذهاب إلى محطة نووية روسية للكشف عن الصارخ الغامض المصنع والمحتمل استعماله ضد الولايات المتحدة الأمريكية ولكن بعد محاولات مستميتة لمنع هذا الصاروخ من الانطلاق تفشل العملية وينطلق الصاروخ على انه يتجه إلى واشنطن ولكن بشكل عجيب يتجه الصاروخ إلى الفضاء بدلا من واشنطن لضرب محطة الفضاء الدولية التابعة للولايات المتحدة.الآن حانت اجابة السؤال الذي طرحته عليكم من قبل والذي هو كيف لم تكشف الولايات المتحدة الهجوم المفاجئ للقوات الروسية على اراضيها؟ والإجابة هي ان محطة الفضاء الدولية التي دمرت من قبل روسيا كات تساهم في مراقبة الولايات المتحدة الأمريكية وتنذر البلاد ضد اى هجوم مفاجئ ولهذا حدثت هذه الكارثة فانظروا مدى ذكاء الروس في ذلك لقد خططوا جيدا لهذه العملية.
نجحت القوات الأمريكية بعد عناء طويل في الحد من احتلال الروس للولايات المتحدة من خلال المقاومة المستميتة للدفاع عن العاصمة واشنطن وبالفعل ينجحون في ذلك وتعود القوات الأمريكية بالسيطرة على المدينة والانتهاء من قوات الدب الروسي والقضاء عليها.
اما الآن ننتقل مرة أخرى إلى الفرقة 141 فهي الآن تحاول ايجاد Makarov فترسل فرقة إلى بعض المساكن القريبة بجورجيا ويرجح اختباء Makarov في هذا المكان فسوف تحاول البحث عنه وقتله ولكن تفشل هذه العملية لكنك سوف تستطيع ايجاد بعض المعلومات المهمة التي هي دليل قاطع على تورط جماعة Makarov في مجزرة المطار وبالفعل سوف تحصل على هذه المعلومات بصعوبة بالغة ولكن بعد حصولك على هذه المعلومات، تكتشف الكارثة والتي صدمنا جميعا بعد معرفتها وهي خيانة الجينرال Shepherd لك وسوف يقوم بقتلك وحرقك وسوف ياخذ منك المعلومات التي استطعت الحصول عليها فقد ظهر هذا الخائن على وجهه الآخر فقد كان يتعاون هذا الرجل مع Makarov ويساعده في نشر الفزع والرعب في العالم.اما الآن وبعد اكتشاف حقيقة هذا الرجل الخائن تقرر الفرقة 141 الانتقام منه فانت بعد موت Grey Roachسوف تتقمص شخصية الكابتن Mactavish فسوف تحاول أنت والكابتن Price التسلل إلى بعض شبكات الكهوف في أفغانستان والتي يختبئ بها Shaphard فمهمتك الآن هي التسلل إلى هذه الكهوف والبحث عنه والانتقام منه وسوف تسطيع بالفعل ايجاده وسوف يحاول الهروب عن طريق قارب صغير وسوف تلحق به أنت والكابتن Price في مطاردة رهيبة بالقوارب وبالفعل سوف تستطيع الحاق به بعد عناء كبير.و الآن انتقل معكم أفضل مشهد نهاية رأيته في حياتى بالفعل ابدعت الشركة المطورة في هذا المشهد بشكل عجيب.فبعد سقوطك من الشلال وأنت تلاحق Shephard سوف تسير على قدميك محاولا البحث عن هذا الخائن وقتله وبالفعل سوف تجده وتحاول طعنه بالسكين لكن للاسف سوف يطعنك بشدة لتسقط على الأرض حينها ينقض الكابتن Price عليه محاولا إطلاق النار عليه لكن بسرعة شديدة يسقط Shephard المسدس من يديه ويضرب الكابتن Price بشدة حينها تزحف على يديك محاولاً الإمساك بالمسدس وفجأة يركل Shephard المسدس مرة أخرى من جهتك. والآن ترى مشهدا غاية في الصعوبة فسوف ترى Shephard يضرب الكابتن Price بقوة محاولاً قتله وأنت ليس بيديك اى شئ لقتل هذا الرجل الخائن فتظطر حينها إلى انتزاع السكين من صدرك بقوة لتصوب نحو Shephard محاولا قتله وبالفعل تنجح في ذلك بعد عناء طويل وارهاق شديد وفي هذه اللحظة يأتى الكابتن Nikolai لانقاذك أنت والكابتن Price وكما في جميع الافلام العربية والغربية دائما ما تأتي المساعدة في الوقت الضائع.

## الرسوميات

صورة من اللعبة للنسخة المحسنة، والتي صدرت في الأسواق سنة 2020م

تستخدم اللعبة المحرك الجديد in-house IW 4.0 والذي يتعدي امكانيات محرك لعبة Call Of Duty 4من حيث دقة الرسوميات والمؤثرات الخاصة وسعة عالم اللعبة وذكاء الاعداء لذلك يتوقع ان تكون جرافيكس اللعبة مبهرة

## الصوت
تتضمن اللعبة اصوات الاسلحة الحقيقية وجودة اصوات بيئة اللعب واصوات الشخصيات لذلك يتوقع ان تكون الاصوات ممتازة.

## إعادة الإصدار
تم إعادة إصدار اللعبة بتاريخ 31 مايو 2020، باسم كول أوف ديوتي: مودرن وورفير 2 ريماسترد، وتعمل على منصتي بلاي ستيشن 4 وإكس بوكس ون، وتدعم اللغة العربية.

## وصلات خارجية
- كول أوف ديوتي: مودرن وورفير 2 على موقع IMDb (الإنجليزية)
- كول أوف ديوتي: مودرن وورفير 2 على موقع الموسوعة البريطانية (الإنجليزية)
- الحرب الحديثة 2 الموقع الرسمي
- انفنتي وورد الموقع الرسمي
- موسوعة كول أوف ديوتي
- الحرب الحديثة 2 القصة